# Chord
Chordは、分散ハッシュテーブルを実現するアルゴリズムの一つ。P2Pネットワークにおいて、サーバを用いることなく高速にコンテンツの検索、ルーティングを行う手法。

## アルゴリズム
Chordでは、コンテンツのハッシュ値を求める関数にSHA-1を採用するのが一般的である。ネットワークに参加するノードは、SHA-1のハッシュ値の値域{\displaystyle 0\leq NodeID\leq 2^{160}-1}を満たす一意な{\displaystyle NodeID}が割り当てられる。
ここで、{\displaystyle next(x)}という関数を定義する。この関数は、ハッシュ値{\displaystyle x}が与えられたとき、値を増加させる方向で次に存在しているノードの{\displaystyle NodeID}を返す。なお、{\displaystyle 2^{160}-1}と{\displaystyle 0}は接続されていると考える。
ネットワークで情報を共有する際には、共有したい情報のハッシュ値を{\displaystyle x}として{\displaystyle NodeID=next(x)}を満たす{\displaystyle NodeID}を持つノードが、実際に情報を保持しているノードの位置を示すIPアドレス等の情報を保持する。
また、ネットワークに参加するノードは、自身の{\displaystyle NodeID}を{\displaystyle MyNodeID}とした場合、
{\displaystyle next(Z)},
ただし{\displaystyle Z=MyNodeID+2^{i}mod2^{160}(0\leq i<160)}
の{\displaystyle NodeID}をもつノードのIPアドレスをルーティングテーブルとして保持する。
共有されている情報を検索する際には、検索したい情報のハッシュ値を{\displaystyle y}としたとき、{\displaystyle NodeID}として{\displaystyle next(y)}が割り当てられているノードを各ノードのルーティングテーブルを利用して検索することになる。